# Eifuku-ji

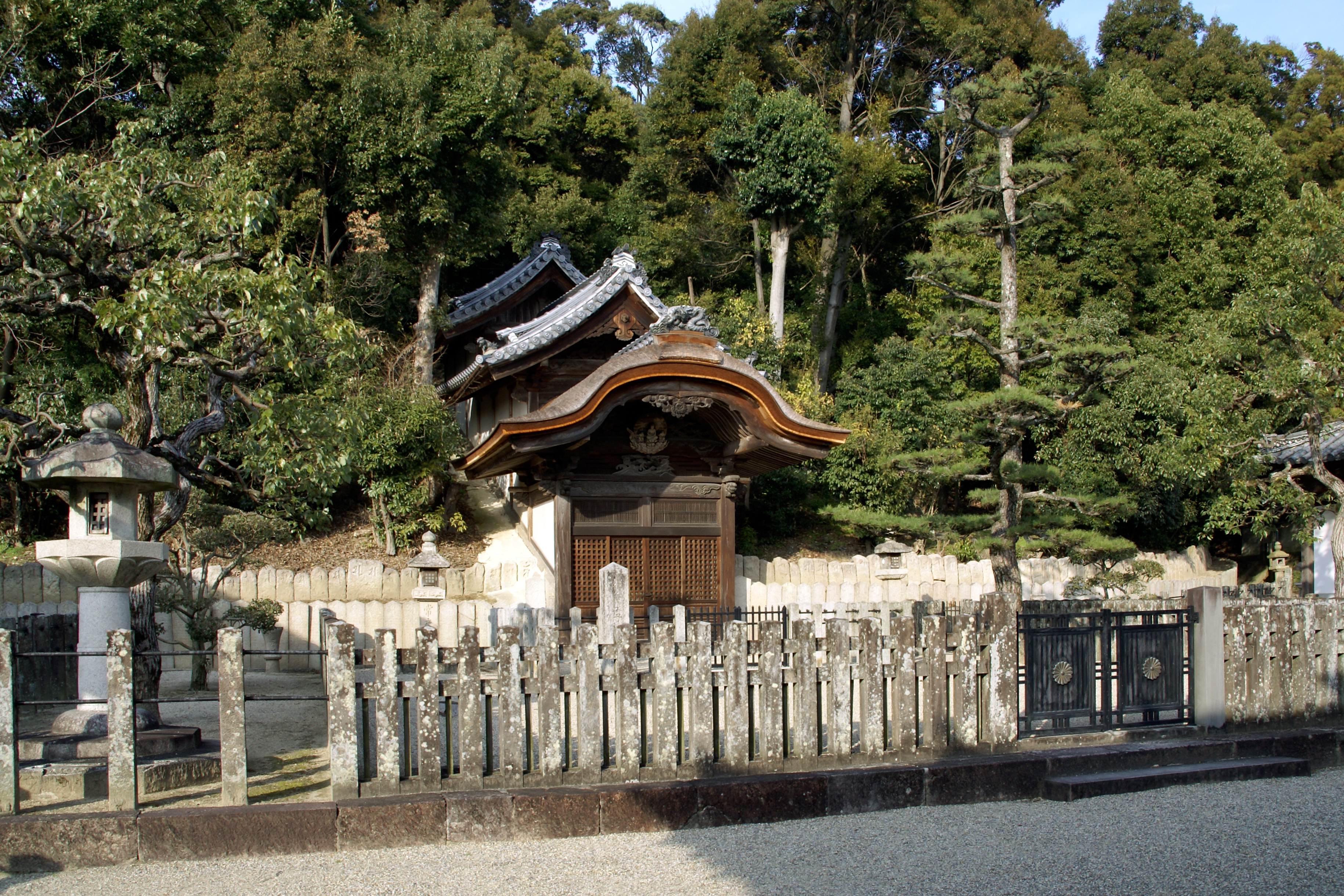
Bâtiments du temple.

L'Eifuku-ji (叡福寺) est un temple bouddhiste à Minamikawachi, dans la préfecture d'Osaka, au Japon. Il est affilié au bouddhisme Shingon. 
Le temple héberge en son sein le mausolée du Prince Shōtoku. Y sont également honorés Yōmei et l’impératrice Anahobe no Hashihito.

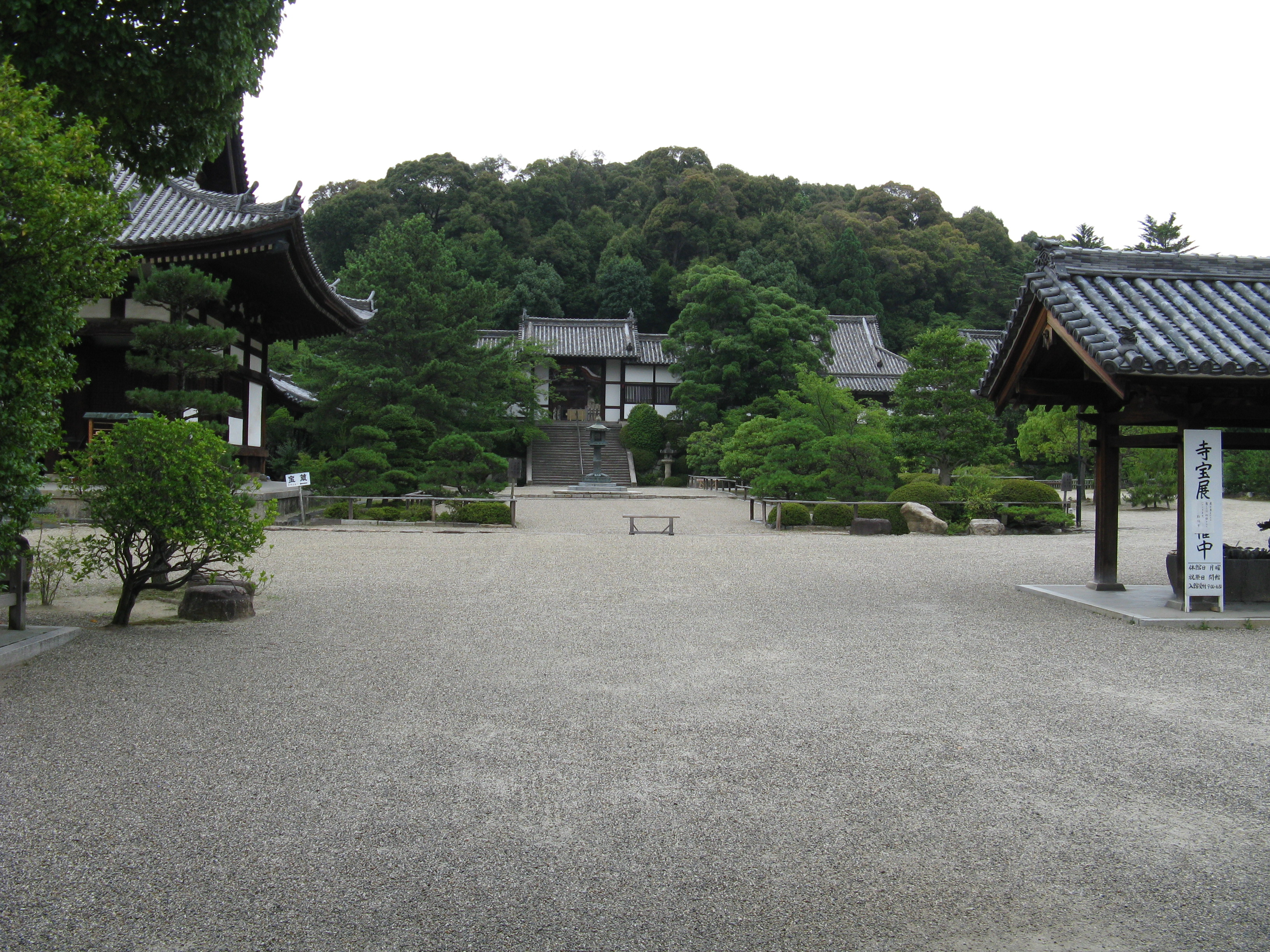
Kofun mausolée du Prince Shōtoku.

## Histoire
Après avoir été détruit par Oda Nobunaga, le temple a été reconstruit par Hideyoshi Toyotomi.